# العلاقات الكويتية البيلاروسية
العلاقات الكويتية البيلاروسية هي العلاقات الثنائية التي تجمع بين الكويت وروسيا البيضاء.

## مقارنة بين البلدين
هذه مقارنة عامة ومرجعية للدولتين:
| وجه المقارنة                                              | الكويت        | روسيا البيضاء                    |
| --------------------------------------------------------- | ------------- | -------------------------------- |
| المساحة (كم2)                                             | 17.82 ألف     | 207.60 ألف                       |
| عدد السكان (نسمة)                                         | 4.14 مليون    | 9.50 مليون                       |
| الكثافة السكانية (ن./كم²)                                 | 232.32        | 45.76                            |
| العاصمة                                                   | مدينة الكويت  | مينسك                            |
| اللغة الرسمية                                             | اللغة العربية | اللغة البيلاروسية، اللغة الروسية |
| العملة                                                    | دينار كويتي   | روبل بلاروسي                     |
| الناتج المحلي الإجمالي (بليون دولار)                      | 120.13 مليار  | 54.44 مليار                      |
| الناتج المحلي الإجمالي (تعادل القوة الشرائية) بليون دولار | 290.53 مليار  | 168.35 مليار                     |
| الناتج المحلي الإجمالي الاسمي للفرد دولار أمريكي          | 29.30 ألف     | 5.74 ألف                         |
| الناتج المحلي الإجمالي للفرد دولار أمريكي                 | 73.25 ألف     | 18.18 ألف                        |
| مؤشر التنمية البشرية                                      | 0.816         | 0.798                            |
| رمز المكالمات الدولي                                      | +965          | +375                             |
| رمز الإنترنت                                              | .kw           | .by، .бел                        |
| المنطقة الزمنية                                           | ت ع م+03:00   | ت ع م+03:00                      |

## منظمات دولية مشتركة
يشترك البلدان في عضوية مجموعة من المنظمات الدولية، منها:
| علم المنظمة | اسم المنظمة                               | تاريخ انضمام الكويت | تاريخ انضمام روسيا البيضاء |
| ----------- | ----------------------------------------- | ------------------- | -------------------------- |
|             | الاتحاد البريدي العالمي                   | ?                   | ?                          |
|             | منظمة حظر الأسلحة الكيميائية              | ?                   | ?                          |
|             | الأمم المتحدة                             | 14 مايو 1963        | 24 أكتوبر 1945             |
|             | وكالة ضمان الاستثمار متعدد الأطراف        | 12 أبريل 1988       | 3 ديسمبر 1992              |
|             | منظمة الشرطة الجنائية الدولية             | ?                   | ?                          |
|             | مؤسسة التمويل الدولية                     | 13 سبتمبر 1962      | 2 نوفمبر 1992              |
|             | الاتحاد الدولي للاتصالات                  | 14 أغسطس 1959       | 7 مايو 1947                |
|             | البنك الدولي للإنشاء والتعمير             | 13 سبتمبر 1962      | 10 يوليو 1992              |
|             | المركز الدولي لتسوية المنازعات الاستشارية | 4 مارس 1979         | 9 أغسطس 1992               |
|             | يونسكو                                    | 18 نوفمبر 1960      | 12 مايو 1954               |

## وصلات خارجية
- موقع وزارة الخارجية الكويتية
- موقع وزارة الخارجية البيلاروسية